# Andrzej Składanowski (biotechnolog)
Andrzej Cezary Składanowski – polski biotechnolog, dr hab. nauk medycznych, profesor Instytutu Biotechnologii Medycznej i Onkologii Doświadczalnej Międzyuczelnianego Wydziału Biotechnologii Uniwersytetu Gdańskiego i Gdańskiego Uniwersytetu Medycznego.

## Życiorys
W 1980 r. obronił pracę doktorską pt. Charakterystyka dezaminazy AMP izolowanej z mięśnia sercowego wołu, której promotorem był prof. Mariusz Żydowo, w 1997 r. habilitował się na podstawie pracy zatytułowanej Cytoplazmatyczne 5'- nukleotydazy serca - ich rola w wytwarzaniu adenozyny i możliwości oddziaływania regulacyjnego na ten proces. W 2007 r. uzyskał tytuł profesora nauk medycznych. Został zatrudniony na stanowisku profesora nadzwyczajnego w Katedrze Biotechnologii Medycznej na Międzyuczelnianym Wydziale Biotechnologii Uniwersytetu Gdańskiego i Akademii Medycznej w Gdańsku.
Był profesorem zwyczajnym w Katedrze Biotechnologii Medycznej na Międzyuczelnianym Wydziale Biotechnologii Uniwersytetu Gdańskiego i Gdańskiego Uniwersytetu Medycznego.
Jest profesorem Instytutu Biotechnologii Medycznej i Onkologii Doświadczalnej Międzyuczelnianego Wydziału Biotechnologii Uniwersytetu Gdańskiego i Gdańskiego Uniwersytetu Medycznego, a także członkiem rady wydziału na Międzyuczelnianym Wydziale Biotechnologii Uniwersytetu Gdańskiego i Gdańskiego Uniwersytetu Medycznego.
Był prodziekanem na Międzyuczelnianym Wydziale Biotechnologii Uniwersytetu Gdańskiego i Gdańskiego Uniwersytetu Medycznego.

## Odznaczenia
- Srebrny Krzyż Zasługi (2005)[4]